# バスケットボールベルギー代表
バスケットボールベルギー代表（Belgium national basketball team）は、ベルギーバスケットボール連盟により国際大会に派遣されるベルギーのバスケットボールナショナルチームである。

## 歴史
1936年のベルリン五輪でバスケットボールが正式種目化してから3大会連続で出場した。1947年にはユーロバスケットで4位となった。
2011年のユーロバスケットで久しぶりの出場を果たして以降は5大会連続の出場となっている。

## 主な国際大会成績

### 夏季オリンピック
- 1936年　―　19-21位
- 1948年　―　11位
- 1952年　―　17-23位

### 世界選手権
- 出場なし

### ユーロバスケット
- 4位：1947年
- 21位 : 2011年
- 9位 : 2013年
- 13位：2015年
- 19位：2017年
- 14位 : 2022年

## 主な歴代代表選手
- レティン・オバソハン
- サム・ヴァン・ロッサム
- マット・ロジェスキー
- アンディ・ヴァン・ヴリート
- マキシム・デ・ゼーウ
- イスマエル・バコ
- ハリス・ブラタノビッチ
- ピエール・アントワーヌ・ジレ
- ジャン・マルク・ムウェマ
- マヌ・ルコント
- ジョナサン・タブ
- ケビン・トゥンバ
- トーマス・アキアジリ

## 歴代ヘッドコーチ
- エディ・カステールス （2005-2018）